# کورت مایر (ورزشکار)
کورت مایر (انگلیسی: Kurt Meier؛ زادهٔ ۶ آوریل ۱۹۶۲) ورزشکار بابسلد اهل سوئیس است.